# Størmerjevo število
Størmerjevo števílo [stérmerjevo ~] je v matematiki pozitivno celo število n, za katerega je največji prafaktor {\displaystyle n^{2}+1} enak ali večji od {\displaystyle 2n}. Števila se imenujejo po norveškem matematiku in fiziku  Carlu Størmerju, saj izhajajo iz njegovega dela o Gregoryjevih številih. Prva Størmerjeva števila so (OEIS A005528):
1, 2, 4, 5, 6, 9, 10, 11, 12, 14, 15, 16, 19, 20, ...
Størmerja števila se pojavijo v povezavi s problemom predstavitve Gregoryjevih števil {\displaystyle t_{a/b}} kot vsote Gregoryjevih števil za cela števila. Da najdemo  Størmerjevo razstavitev za {\displaystyle t_{a/b}} s ponavljanjem množimo {\displaystyle a+bi} s števili {\displaystyle n\pm i}, za katere je n Størmerjevo število, predznak pa je izbran tako, da lahko izničimo odgovarjajoče praštevilo p (n je najmanjše število za katerega je {\displaystyle n^{2}+1} deljivo s p).